# Compañía del Ferrocarril de Tudela a Bilbao
La Compañia del Ferrocarril de Tuleda a Bilbao en français : « Compagnie du chemin de fer de Tudela à Bilbao » était une compagnie de chemin de fer espagnole.
La compagnie fut créée en 1857. Malgré l'importance du raccordement ferroviaire pour le développement économique de la Biscaye, la compagnie subit de lourdes pertes avant d'être absorbée par la Compañía de los Caminos de Hierros del Norte en 1878.

## Histoire

### Une gestation laborieuse
Un nouveau projet voit le jour en 1853. Comme d'habitude, il est dû à l'initiative locale. Le chemin de fer proposé se divise en deux branches avec tronc commun de Bilbao à Amorebieta. La première gagnerait Vitoria-Gasteiz où s'effectuerait le raccordement avec la ligne du Nord. La seconde suivrait la côte par Durango, Elgoibar et Azpeitia pour gagner San Sebastian. Le concept du Y basque était né.
L'assemblée générale des propriétaires de Bilbao prend l'initiative d'organiser une réunion sur le sujet le 13 mars 1856. Celle-ci est présidée par le maire de l'époque, Santiago de Ingunza. De cette réunion naît une commission du chemin de fer de Biscaye constituée par la municipalité, le conseil général et la chambre de commerce. L'idée générale reste la jonction avec la ligne du nord, que les diverses municipalités sont prêtes à subventionner. La démarche la plus logique semble consister à proposer la construction de celle-ci aux Péreire qui président aux destinées de la Compañia de los Caminos de Hierros del Norte. Aux cas où ceux-ci refuseraient, Il est prévu de s'adresser à leurs concurrents du MZA.
En mai 1856, le conseil général de Logroño, qui cherche alors un débouché sur la Mer Cantabrique pour les produits de la Rioja et de la Navarre prend contact avec la commission. Il demande la collaboration de la Biscaye pour la construction d'un chemin de fer de Logroño à Haro et à Bilbao. Par ailleurs, un chemin de fer déjà étudié et concédé de Saragosse à Altsasu doit traverser la Navarre. Cette ligne pourrait constituer un excellent point d'embranchement pour désenclaver la Biscaye. La ville de Tudela, sur les bords de l'Ebre, semble particulièrement indiquée pour le raccordement. L'idée d'un chemin de fer de Tudela à Bilbao commence à faire son chemin...
Elle n'a pas échappé au gouvernement qui cherche à compléter la ligne du nord. La loi du 9 juillet 1856 comporte un article additionnel qui envisage la concession d'une ligne de Tudela à Bilbao par la Rioja. Le reste du tracé est plutôt flou.
La commission saute sur l'occasion et s'apprête à réclamer la concession, optant au passage pour un raccordement vers Miranda del Ebro. Reste la question du financement. Le chiffre de 100 millions de reales est avancé, juste pour commencer les travaux.
La Biscaye est alors en plein essor industriel, et l'argent circule rapidement. De nouvelles entreprises se créent, comme la banque de Bilbao en 1857. Une souscription publique est ouverte pour la construction du chemin de fer et connait un grand succès.
Le chemin de fer de Tudela à Bilbao est finalement concédé à un groupe de capitalistes locaux par la loi du 15 juillet 1857. Peu après la Compañia del Ferrocarril de Tudela a Bilbao est créée. Pablo de Epalza en est élu président lors de la première assemblée générale tenue à Bilbao le 24 septembre 1857.

### La construction de la ligne
La compagnie constituée, reste à trouver du personnel compétent pour la construction. L'ingénieur des Ponts et chaussées Calixto Santa Cruz, qui a rédigé l'avant-projet de la ligne, est approché mais il se désiste tout en recommandant l'ingénieur Peironcely. Celui-ci refuse également. La direction décide alors de s'adresser à l'étranger, de référence à quelqu'un de célèbre. Finalement, c'est l'ingénieur britannique Charles Vignoles qui est retenu. Pour les réaliser, c'est également une compagnie britannique qui est retenue, la société Thomas Brassey qui a déjà travaillée dans toute l'Europe.
Les travaux commencent symboliquement près de la plaza de toros en décembre 1857. Après de nombreuses discussions, il est décidé que la gare terminus sera établie à Abando, sur la rive gauche du Nervion, près de la route de Balmaseda.
Les travaux sont menés avec une grande activité à partir de 1858, l'entreprise employant jusqu'à 900 ouvriers. L'inauguration de la première section est fêtée dignement le 1er mars 1860. Les délais sont tenus et la ligne construite dans les cinq ans prévus au contrat.
ouverture des différentes sections à l'exploitation :
| Date       | section                 | Longueur (km) |
| 2/03/1863  | Miranda del Ebro-Bilbao | 103,893       |
| 18/05/1863 | Miranda del Ebro-Haro   | 18,237        |
| 31/08/1863 | Hajo-Castejón           | 127,014       |

### Une compagnie en grandes difficultés
L'exploitation débute à peine que la compagnie connait déjà une situation calamiteuse. Alors que le capital de la compagnie est de 137 millions de reales, les seuls frais de premier établissement s'élèvent déjà à la somme de 281 millions... Le trafic ne tient pas ses promesses, en particulier en ce qui concerne le trafic marchandises. Il faut dire que le port de Bilbao est alors peu développé, et que l'accès à la mer est rendu difficile par la présence de la barre de Portugalete. De plus, le tracé n'est pas très avantageux. De nombreuses courbes sont trop serrées, et la forte rampe d'Orduña met les locomotives à rude épreuve. Le choix d'un raccordement vers Miranda del Ebro plutôt qu'à Vitoria-Gasteiz permet peut être à la compagnie de conserver son indépendance vis-à-vis des Pereire et de leur Compañia de los Caminos de Hierros del Norte, mais il implique un débouché vers la Castille qui coupe Bilbao des routes commerciales vers la France ou le Guipuzcoa. En 1864, on relance la question de la deuxième branche du Y basque. Un Ferrocarril Central de Viscaya est prévu entre Bilbao et Durango. Ses promoteurs trouvent un accord avec les dirigeants du Tudela-Bilbao pour l'utilisation de la gare de Bilbao-Abando et l'utilisation du matériel de la compagnie. Bientôt, les esprits s'échauffent et on parle désormais d'une ligne de Santander à Bilbao et Zumarraga, toujours en voie large. Mais lors de la rédaction du plan général des chemins de fer à construire, en 1867, cette ligne est définitivement abandonnée. Dès 1866, la compagnie est en suspension de paiement. La Banco de Bilbao en profite pour y accroitre son influence. Une partie du matériel est vendue afin de renflouer la trésorerie
Diverses rectifications de courbes permettent d'améliorer le tracé entre 1863 et 1869. D'importants travaux de dragage entre Portugalete et Olaveaga permettent aux navires de 600 tonneaux de remonter jusqu'à ce point, évitant une couteuse rupture de charge et décongestionnant le port.
Mais la direction de la compagnie n'arrive toujours pas à assainir les comptes. Une convention signée avec la Compañia de los Caminos de Hierros del Norte, le premier septembre 1871, permet d'unifier les tarifs, mais elle est très défavorable au Tudela-Bilbao
La compagnie joue de malchance, et les événements politiques vont lui porter le coup de grace. La guerre civile, suivie de la reprise des guerres carlistes causent de nombreuses destructions. La section de Miranda del Ebro à Bilbao est fermée à l'exploitation entre 1873 et 1875, ce qui achève de ruiner la compagnie. La Compañia de los Caminos de Hierros del Norte, qui n'a jamais facilité la vie de sa petite voisine, multiplie les démarches en vue d'un rachat. Celles-ci aboutissent et la Compañia del Ferrocarril de Tudela a Bilbao est absorbée par le Norte le 28 mars 1878. 

## Le matériel de la compagnie
L'ingénieur en chef du matériel et de la traction de la compagnie est britannique. Il s'agit de Thomas Hunt, qui a commencé sa carrière aux ateliers de Crewe du London and North Western Railway sous la direction de l'ingénieur Allan.
C'est tout naturellement qu'il va se tourner vers les entreprises de son pays pour la fourniture des locomotives.
Les premières machines commandées à Manchester présentent la particularité de disposer d'un bogie à l'avant, ce qui doit faciliter leur inscription en courbe. Pour diverses raisons, elles ne donnent pas satisfaction.
Pour les suivantes, Hunt s'adresse donc à une autre firme de Manchester qui fournit deux types de machines :
- des 220 tenders pour le service marchandises ;
- des 120 à tenders séparés.

Les deux séries avaient une chaudière, des roues, distribution et cylindres communs. Il semble que ce soient les premières machines avec bogie à l'avant construites par Beyer-Peacock, et elles inspireront les ingénieurs lors de la fourniture des premières locomotives du métro de Londres. Cela dit, des machines à trois ou quatre essieux et adhérence totale auraient été plus indiquées, surtout avec la terrible rampe d'Orduña.
Les locomotives à vapeur de la compagnie :
| type  | N° T.B. | N° Norte | Constructeur      | N° Usine  | Année | Poids | Notes |
| 220 T | 1 à 6   | 1 à 6    | William Fairbairn | ?         | 1861  | 28,0  | a     |
| 120   | 7 à 26  | 7 à 26   | Beyer-Peacock     | 273 à 292 | 1862  | 20,2  | b     |
| 220 T | 27 à 34 | 27 à 34  | Beyer-Peacock     | 293 à 300 | 1863  | 26,4  | c     |
| 120   | 35 à 55 | 35 à 55  | Beyer-Peacock     | 301 à 321 | 1863  | 20,2  | d     |
| ?     | 56      |          | Brassey           | ?         | ?     | ?     | e     |

Notes du tableau ci-dessus =
- a) 1 "Viscaya", 2 "Rioja", 3 "Burgos", 4 "Alava", 5 "Bilbao", 6 "Logroño"
- b) 7 "Tudela", 8 "Navarra", 9 "Cuba", 10 "Nervion", 11 "Ebro", 12 "Bayas", 13 "Tiron", 14 "Najerilla", 15 "Iregua", 16 "Leza", 17 "Cidacos", 18 "Alhama"
- c) 35 "Alfaro", 36 "Guipuzcoa", 37 "Habana", 38 "Zaragoza", 39 "Barcelona"